# Dargahān
Dargahān (persiska: درگهان, بندر درگهان, Bandar-e Dargahān) är en ort i Iran.   Den ligger i provinsen Hormozgan, i den sydöstra delen av landet, 1 100 km söder om huvudstaden Teheran. Dargahān ligger 10 meter över havet och antalet invånare är 7 996.
Terrängen runt Dargahān är platt. Havet är nära Dargahān åt nordväst.Runt Dargahān är det ganska tätbefolkat, med 60 invånare per kvadratkilometer. Dargahān är det största samhället i trakten. Trakten runt Dargahān är ofruktbar med lite eller ingen växtlighet.